# Nastia
Pour plus de détails, voir Fiche technique et Distribution.
Nastia (russe : Настя) est un film russe réalisé par Gueorgui Danielia, sorti en 1993 et adapté du roman d'Aleksandr Volodine, Un incident que personne n'a remarqué.

## Fiche technique
- Titre original : Nastia (Настя)
- Réalisation : Gueorgui Danielia
- Scénario : Gueorgui Danielia, Alexandre Adabachyan
- Photographie : Pavel Lebechev
- Direction artistique : Levan Lazishvili
- Musique : Andreï Petrov
- Montage : Elena Taraskina
- Format : couleur - mono
- Production : Mosfilm
- Genre : Comédie  dramatique
- Durée : 84 minutes
- Dates de sortie : 22 décembre 1993

## Distribution
- Polina Koutepova : Nastia Plotnikova
- Valeri Nikolaev : Aleksandr
- Ievgueni Leonov : Aleksandr Pichugin
- Alexandre Abdoulov : Vladimir Teterine, préfet
- Galina Petrova : mère de Nastia
- Nina Ter-Osipyan : gentille sorcière
- Nina Grebechkova : secrétaire de Teterine
- Norbert Kuchinke : journaliste
- Saveli Kramarov : cambrioleur
- Leonid Iarmolnik : passant avec un chapeau
- Roman Madianov : Morgunine